# Nazionale maschile di pallamano del Qatar
La nazionale del Qatar di pallamano rappresenta il Qatar nelle competizioni internazionali e la sua attività è gestita dalla 
Qatar Handball Association.